# Plano Madagáscar

Localização da ilha de Madagáscar

O Plano Madagáscar foi uma proposta considerada pelo governo da Alemanha nazista para transferir a população judia da Europa para a ilha de Madagáscar. Franz Rademacher, responsável pelo departamento de assuntos judaicos (Referat DIII ou Judenreferat)  do Ministério das Relações Exteriores alemão, propôs formalmente a ideia em junho de 1940, pouco antes da derrota da França na Batalha da França, embora algumas discussões preliminares já tivessem  sido feitas em 1938 entre ideólogos nazistas, como Julius Streicher, Hermann Göring, Alfred Rosenberg e Joachim von Ribbentrop. A proposta previa a entrega de Madagascar, então uma colônia francesa, para a Alemanha, como parte dos termos de rendição franceses.
Em fevereiro de 1942, algumas semanas depois da Conferência de Wannsee, o Plano Madagascar foi engavetado e substituído, nas comunicações oficiais, por "evacuação para o leste." Um comunicado de Rademacher, datado de 10 de Fevereiro 1942, explica a razão da mudança:
Em agosto de 1940, enviei, para seus arquivos, o plano para a solução final da questão judaica [zur Endlösung der Judenfrage] formulada pelo meu departamento, segundo o qual, a ilha de Madagascar seria exigida da França, no tratado de paz, porém a execução  dessa tarefa foi confiada à Agência Central de Segurança do Reich. Segundo o citado  plano, o Gruppenführer Heydrich foi encarregado pelo Führer de resolver a questão judaica na Europa.
Entrementes, a guerra contra a União Soviética resultou em mais territórios colocados à nossa disposição para a solução final [für die Endlösung]. Consequentemente, o Führer decidiu expulsar os judeus não para Madagascar, mas para o leste. Portanto já não é necessário considerar Madagascar para a solução final. [Madagaskar braucht mithin nicht mehr für die Endlösung vorgesehen zu werden].

## Relações externas
- O Plano Madagáscar
- O Projeto Nizkor